# Váltott gondoskodás
A váltott gondoskodás (más néven: váltott elhelyezés, váltott modell vagy „cseremodell”) arra a megegyezésre utal a szülők különélése, válás és válóperes eljárások, illetve a gyermekelhelyezés során, amikor mindkét szülő egyformán jogosult és kötelezett a közös gyermek gondozásában és nevelésében részt venni. Tipikusan válóperes ügyekben, vagy a szülők különválása esetén alkalmazott jogi mechanizmus, melyben az életközösség felbontását követően, mindkét szülő azonos vagy közel azonos időtartamban vesz részt a gyermek életében. A váltott gondoskodás fogalomrendszere azon az elgondoláson alapul, hogy a gyermekeknek joguk van mindkét szülőjükkel való szoros kapcsolat fenntartásához, következésképpen válást követően egyetlen gyermek sem lehet megfosztva egyik szülője szeretetétől, gondoskodásától és nevelésétől sem. A közös gyermeknevelés felelőssége ösztönzőleg hat a gyermek-szülő kapcsolatra, mind a gyermek, mind a szülő vonatkozásában, ily módon a gyerekek tudják, hogy mindkét szülőre számíthatnak.
Váltott elhelyezés esetén jellemzően heti, vagy kétheti váltásban a különélő szülők háztartásában tartózkodik a gyermek akinek neveléséről természetben gondoskodnak.

## A fogalom természete
Fontos különbséget tenni a váltott gondoskodás és a közös- vagy osztott szülői felügyeleti jog gyakorlása között. Közös szülői felügyelet annyit jelent, hogy válást követően a gyermekkel kapcsolatos döntéseket a szülők egymástól függetlenül és teljes körűen jogosultak meghozni (ez az "alapértelmezett" helyzet válás előtt) de dönthetnek úgy is, hogy a jogokat megosztják egymás között: egyik szülő pl. a gyermek vagyonkezelési jogát gyakorolhatja. Mindezen jogok gyakorlása független attól, hogy a gyermek mennyi időt tölt egyik vagy másik szülővel. A váltott gondoskodás kifejezés ezzel szemben arra utal, hogy a két szülő a gyermek életében nagyjából fele-fele arányban vesz részt, ennyi időt tölt a háztartásában.

## Gyakoriság
A váltott gondoskodás gyakorisága országonként változik, az egyik szülőnél történő elhelyezéssel szemben egyre növekvő tendenciát mutat, ami leginkább a Skandináv országokban mutatkozik meg az elvált szülők körében. Egy 2005-2006-os, 34 nyugati országot összehasonlító felmérésben a váltott gondoskodásban élő 11-15 év közötti gyermekek aránya Svédországban volt a legmagasabb: 17%. Őket követte Izland: 11%, Belgium: 11%, Dánia: 10%, Olaszország: 9% és Norvégia: 9%, míg Európa keleti országaiban - Ukrajna, Lengyelország, Horvátország, Törökország, Hollandi, Románia - a gyermekek mindössze 2% -a élt váltott gondoskodásban. Az angol nyelvű országok közül Kanadában és az Egyesült Királyságban 7%, míg az Egyesült Államokban és Írországban 5% volt a váltott gondoskodás aránya a különélő családok esetében. Egy évtizeddel később, 2016-2017-ben Svédországban a százalékos arány 28% -ra emelkedett; a 0-5 éves korú gyermekek körében 26%, a 6-12 éves korcsoportban 34%, míg 13-18 éves korosztály között 23% a váltott gondoskodásban élő gyermekek aránya.

## Tudományos kutatás
A váltott gondoskodás gyermekekre gyakorolt hatásáról epidemiológiai felmérések készültek keresztmetszeti és longitudinális tanulmánytervek felhasználásával. A kutatások eredményei alapján a váltott gondoskodásban nevelkedő gyermekek jobb fizikai, mentális, szociális és tanulmányi eredményt értek el azokkal a gyermekekkel szemben, ahol a szülők kapcsolattartási ideje jelentős aszimmetriát mutatott. Az eredmények valamennyi korcsoportra kimutathatók, függetlenül attól, hogy a szülőknek békés vagy konfliktusokkal teli a kapcsolatuk a társadalmi-gazdasági változók kiigazítása után.
A váltott gondoskodást elsők között alkalmazó és kiváló egészségügyi adatokkal rendelkező Svédországban végezték el a legtöbb vizsgálatot az efféle elhelyezés gyermekekre gyakorolt hatásait illetően. A 12 és 15 év közötti korosztályból több, mint 50 000 közös ill. egyik szülő nevelésében elő gyermeket hasonlított össze keresztmetszeti vizsgálatban dr. Malin Bergström. A tanulmány azt állapította meg, hogy a váltott gondoskodásban élő gyermekek jobb eredményeket értek el a fizikai egészség, a lelki jólét, hangulati és érzelmi állapot, az önértékelés, az autonómia, a szülői kapcsolatok, az anyagi szempontok, a kortárs kapcsolatok, az iskolai elégedettség, valamint a társadalmi elfogadás terén. Ugyanezen keresztmetszeti vizsgálat adatait felhasználva Bergström utóvizsgálatot végzett a koncentráció, az álmatlanság, a fejfájás, gyomorfájás, feszültség, étvágytalanság, depresszió és szédülés pszichoszomatikus problémáira koncentrálva. Kutatómunkája során arra a következtetésre jutott, hogy a váltott gondoskodásban élő fiúk és lányok egyaránt jobban teljesítettek a kizárólag egyik szülő háztartásában élő társaiknál. Mindkét tanulmányt a kiválasztott társadalmi-gazdasági változókhoz igazították.
A 60 kvantitatív kutatási tanulmány értékelése alapján dr. Linda Nielsen azt az eredményt kapta, hogy 34 felmérésben a váltott gondoskodásban részesülő gyerekek jobban teljesítettek minden mért jóléti változóban. 14 kutatásban jobb vagy azonos eredményt értek el az összes kategóriában; 6 kutatásban azonosan teljesítettek minden változót illetően; és 6 kutatásban rosszabb eredményt értek el egy változóban és azonosat vagy jobbat a többi változó terén. Az eredmények hasonlóak voltak azon tanulmányok alcsoportjához, amelyekben korrigálták a társadalmi-gazdasági változókat és a szülők közötti konfliktus szintjét. A váltott gondoskodás a családi kapcsolatok, a fizikai egészség, a kamasz viselkedés és a mentális egészség változók terén vezetett a legmagasabban, ebben a sorrendben. A legkisebb különbséget mutató változó a tanulmányi eredmény volt, melynek esetében a váltott gondoskodás csak 10-ből 3 felmérés során hozott jobb eredményt. Nielsen többek között azt is megállapította, hogy „A váltott gondoskodásban élő gyermekek szoros kapcsolatot tartanak fenn mindkét szülővel, ami ellensúlyozni látszik a heves szülői konfliktusok és a rossz közös nevelés káros hatását és azt, hogy a szülők hajlamosabbak tárgyilagos, távolságtartó, párhuzamos szülői kapcsolatokat kialakítani az együttműködő szülői kapcsolatokkal szemben.”
A kvantitatív epidemiológiai kutatások eredményei mögött húzódó okok teljesebb megértéséhez biológiai és kvalitatív kutatásra van szükség. Dr. Anna Machin az apa-gyerek kapcsolatokat vizsgálta az evolúciós antropológia segítségével, és azt állapította meg, hogy az apaság az embereknél nem jött volna létre, ha az apák által gyermekeikbe fektetett energia nem lenne szükséges fajunk túléléséhez, és csakúgy mint az anyákat, az apákat is az evolúció formálta biológiai, pszichológiai és viselkedési szempontból szülővé.

## Előnyök a szülők számára
Míg a váltott gondoskodás melletti fő érvek a gyermek azon legfőbb érdekén alapulnak, hogy mindennapi élete során szoros kapcsolatban legyen mindkét szülőjével, az intézkedésnek vannak előnyei a szülők számára is. A legtöbb szülő szívesen tölt időt a gyermekével és a közös gyermeknevelés esetében ez az öröm mindkét szülőnek megadatik. Ugyanakkor mindkét szülőnek jut gyerekmentes idő is a munkára vagy egyéb szabadidős tevékenységre anélkül, hogy babysittert kellene megbíznia, ahogyan azt a kizárólagos felügyeletet gyakorló szülők teszik. Továbbá mindkét szülőnek azonos esélye van szakmai előmenetelre és karrierépítésre. Sőt, egyes vélemények szerint a közös szülői felügyelet az egyik fő eleme a nemek közötti bérkülönbség csökkentésére tett erőfeszítésekben rejlik.

## Kritika
Dr. Edward Kruk szerint az osztott gondoskodás mint alapértelmezett kapcsolattartási szabályozás ellen három hullámban érkeztek a kritikák. A kritikák első hulláma a közös gyermeknevelést idegenszerűnek tartotta, mivel úgy vélték, hogy a gyerekek egyetlen elsődleges kötődési személyt igényelnek (i), a gyermekek fejlődése megsínyli a két háztartás közötti folyamatos oda-vissza költözést (ii), a jelenlegi helyzetet nem szabad megzavarni (iii).
Amikor a tudományos kutatások kimutatták, hogy ezek hamis vélelmek, a kritikák második hulláma azzal érvelt, hogy a megosztott gyermeknevelés növeli a szülők közti konfliktusokat és az csak a társszülőként egymással jó kapcsolatot ápoló szülők számára megfelelő megoldás. Amikor a kutatások bebizonyították ennek ellenkezőjét, a kritikák harmadik hulláma elismerte, hogy a megosztott nevelés lehet a legjobb megoldás a legtöbb gyerek számára, azonban nem kellenének vélelmek a családjogban, hogy minden egyes bíró maga hozhasson döntést a gyermek legfőbb érdekében.
A kritikák között szerepel továbbá - amelyeket dr. Kruk nem említ - hogy az osztott gondoskodás támogatói az apák jogait jobban szem előtt tartják, mint a gyermekek legfőbb érdekeit, vagyis a férfiak csupán azért akarják a váltott gondoskodást, hogy ezáltal csökkentsék az általuk fizetendő tartásdíjat; más szóval a közös gyermeknevelés a tartásdíj megszüntetéséhez vezethet, megzavarva ezzel azt a rendszert, melyet a hagyományosan kevesebb jövedelemmel rendelkező nők támogatására terveztek. Ezen kívül a váltott gondoskodás több logisztikai összehangolást igényel a különélő szülők részéről.

## Jogszabályok
Az egyik szülőnél történő elhelyezés ellensúlyozására találkozhatunk esetekkel mikor a családjogi törvényeket egyes országok úgy módosítják, hogy a váltott gondoskodást támogatják és/vagy alapértelmezett lehetőségnek tekintik a családjogi bíróságokon. Ez általában úgy történik, hogy megdönthető jogi vélelmet állítanak fel a váltott gyermeknevelés eseteire, amely vélelem megdönthető a gyermekbántalmazás vagy az elhanyagolás eseteiben, ezáltal biztosítható, hogy a bíróság nem rendeli el a gyermekek együttélését a bántalmazó vagy elhanyagoló szülővel. Olaszországban, Kanadában és az Egyesült Államokban is hoztak váltott gondoskodást támogató törvényjavaslatokat. 2018-ban Kentucky volt az első állam, ahol felállították a közös gyermeknevelés jogi vélelmét, miután a képviselőház 81-2 a szenátus pedig 38-0 arányban megszavazta azt, és  Matt Bevin  kormányzó aláírta a törvényjavaslatot. Hasonló törvényeket fogadott el mindkét szerv Minnesotában és Floridában, de a kormányzók azokat megvétózták. A váltott gondoskodásra szóló törvényjavaslatok az USA legtöbb államában benyújtásra kerültek, azonban általában az igazságügyi bizottság elvetette azokat, így nem is kerülhettek szavazásra a teljes képviselőház vagy a szenátus elé.
Az Egyesült Államokban az osztott szülői gondoskodás néhány legnagyobb ellenzői a családjogi ügyvédek és az állami ügyvédi kamarák tagjai között van, akik azzal érvelnek, hogy fontos az igazságszolgáltatás mérlegelési jogkörének megőrzése. Például az Állami Ügyvédi Kamara pénzt költött arra, hogy megvétózza az osztott gondoskodásra vonatkozó törvényjavaslatot Észak-Dakotában, a családi ügyvédek pedig sikeresen lobbiztak a kormányzóknál, hogy megvétózzák a közös gyermeknevelési szabályozást Floridában, Hawaii-on és Minnesotában.

## Érdekképviselet
A váltott gondoskodás érdekképviselete egy világméretű mozgalom. Egységes abban a hitben, hogy a közös nevelés a gyermekek legfőbb érdekét szolgálja, valamint, hogy ez gyermekjogi kérdés. A nemi dimenzió azonban országonként nagy eltérést mutat. A Skandináv országokban, mint Izland, gyakran úgy tekintenek rá, mint nemek közti egyenlőségi kérdésre, és a női szervezetek nagymértékű támogatását élvezi. Ezzel ellentétben Észak-Amerikában számos szervezet fogja fel apajogi kérdésnek, és míg egyes női szervezetek a közös gyermeknevelés ellen dolgoznak, más nők a legnagyobb támogatói között sorakoznak fel. További ellenpéldaként az olyan országokban, mint Törökország vagy Irán, gyakran nőjogi kérdésnek tekintik, mivel a gyermek feletti kizárólagos felügyelet jogot itt általában az apáknak ítélik oda. A Osztott Szülői Felügyelet Nemzetközi Tanácsa elnöke, dr. Edward Kruk úgy fogalmazott, hogy a szülői elidegenítés és a váltott gondoskodás "apajogi" ügyként történő értelmezése sok anya számára "visszás" helyzetet teremtett (hiszen ezek a problémák esetenként őket is sújtják) és ez negatívan érintette az arra irányuló globális kampányt, hogy a váltott gondoskodást, mint egyfajta közös gyermeknevelést a családi jog alapjaként, a nők és gyermekek alapvető jogaként határozzák meg.
Számos olyan szervezet létezik, amely támogatja a váltott gondoskodást, mint a gyermek legfőbb érdekét szolgáló intézkedést. Az elsődleges nemzetközi szervezet az Osztott Szülői Felügyelet Nemzetközi Tanácsa, amelynek tanulmányi, szakmai és közösségi tagjai is vannak. Az Egyesült Államokban a vezető közös gyermeknevelési szervezet a Szülők Országos Szervezete, mely kapcsolódó szervezetekkel rendelkezik Kalifornia, Georgia, Hawaii, Idaho, Illinois, Kansas, Kentucky, Maryland, Massachusetts, Michigan, Missouri, New York, Ohio, Pennsylvania, Utah és Virginia államokban.

## Fordítás
Ez a szócikk részben vagy egészben  a   Shared parenting című angol Wikipédia-szócikk ezen változatának fordításán alapul.  Az eredeti cikk szerkesztőit annak laptörténete sorolja fel. Ez a jelzés csupán a megfogalmazás eredetét és a szerzői jogokat jelzi, nem szolgál a cikkben szereplő információk forrásmegjelöléseként.